# تصحيح (فرائض)
التصحيح عند أهل الفرائض هو أن يؤخذ السّهام من أقل عدد يمكن على وجه لا يقع الكسر على واحد من الورثة. سمّي به لأنّ وقوع الكسر على واحد من الورثة بمنزلة السقم فتعالجه بالطريق المذكور المعروف عندهم. فأنت بمنزلة الطبيب والطريق المذكور بمنزلة الدواء، والحاصل إزالة الكسر الواقعة بين السهام والرءوس.